# Esquerda evangélica
A esquerda evangélica é um movimento da esquerda cristã no cristianismo evangélico que afirma uma teologia evangélica conservadora e é politicamente progressista.

## Doutrina
O movimento afirma uma teologia evangélica conservadora, como as doutrinas de encarnação, expiação e ressurreição, visão tradicional do casamento e consideram a Bíblia como a principal autoridade da Igreja. Ao contrário de outros evangélicos, no entanto, aqueles da esquerda evangélica frequentemente apoiam e usam exegese bíblica. Eles geralmente apoiam uma plataforma política mais progressista e se preocupam com questões de justiça social. Muitos, por exemplo, se opõem à pena capital e apoiam controle de armas, acolhendo estrangeiros e programas de seguridade social. Em muitos casos, eles também são pacifistas. 

## História
As origens do movimento estão localizadas no século 16 no movimento anabatista que lutou contra o establishment e fez campanha pela democracia e pela participação de todos os humanos. Outros movimentos foram significativos, como o Abolicionismo no Reino Unido do século XVIII e o Abolicionismo nos Estados Unidos do século XIX. Alguns evangélicos têm defendido direitos das mulheres, como ordenação pastoral e direito de voto. Devido à controvérsia fundamentalista do início do século 20, o movimento e o ativismo social perderam força. No entanto, no final da década de 1940, teólogos evangélicos do Fuller Theological Seminary fundado em Pasadena, na Califórnia, em 1947, defenderam a importância cristã do ativismo. Ela experimentou um novo ímpeto na década de 1960 com a fundação da Conferência da Liderança Cristã do Sul em 1957, liderada pelo pastor batista Martin Luther King Jr.
Durante as décadas de 1960 e 1970, a esquerda evangélica defendia os princípios antiguerra, direitos civis e anticonsumo enquanto apoiava a fidelidade doutrinária e sexual. A revista Sojourners fundada em 1971 tem sido uma importante voz do movimento. Em 1973, 53 líderes evangélicos assinaram A Declaração de Chicago de Preocupação Social Evangélica contribuindo assim para a fundação de Evangélicos pela Ação Social.  A esquerda evangélica ajudou o movimento evangélico mais amplo ajudando a eleger o primeiro nascido de novo presidente dos EUA, Jimmy Carter em 1976. Em 2007, a organização Cristãos das Letras Vermelhas foi fundada pelo pastor batista Tony Campolo e Shane Claiborne com o objetivo de reunir evangélicos que acreditam na importância de insistir nas questões de justiça social mencionadas por Jesus (em vermelho em algumas traduções do Bíblia).